# سهیل ست ۲
سهیل ست 2 (انگلیسی: Es'hail ۲) یک ماهواره قطری است که توسط راکت ماهواره براسپیس‌اکس در تاریخ ۱۵ نوامبر ۲۰۱۸ به سمت فضا پرتاب شد. سهیل ست ۲ توسط مهندسین شرکت میتسوبیشی الکتریک طراحی شده و در مختصات ۲۶ درجه شرقی جغرافیایی مدار زمین‌ثابت قرار است پوشش تلویزیونی و کابلی شبکه‌های خانگی در خاورمیانه و شمال آفریقا را تأمین کند. این ماهواره دارای هر دو باند فرکانسی KU و KA برای ترانسپوندرهای خود است که درارایه هرچه باکیفیت تر محتوا برای ارگان‌ها و سازمان‌های محلی تأثیر به سزایی دارد.